# فاتوش یلدیریم
فاتوش یلدیریم (انگلیسی: Fatoş Yıldırım؛ زادهٔ ۲۸ مارس ۱۹۹۴) بازیکن فوتبال اهل ترکیه است.
وی همچنین در تیم‌های ملی فوتبال Turkey women's national under-17 football team و Turkey women's national under-19 football team بازی کرده‌است.